# Redukcjonizm biologiczny
Redukcjonizm biologiczny – perspektywa metodologiczna powstała w związku z rozwojem koncepcji ewolucyjnej polegająca na sprowadzeniu (redukcji) w opisie ludzkich działań społecznych i kulturowych do mechanicznych (bezrefleksyjnych) efektów zjawisk biologicznych. 
Empiryczne fundamenty pod ewolucjonistyczne badania nad ludzkimi zachowania społecznymi położył Karol Darwin w pracy pt. The Expression Of The Emotions In Man And Animals. To dzieło poświęcone jest sposobom wyrazu podstawowych, bazowych uczuć u zwierząt oraz emocji u ludzi. Emocje ludzkie traktowane są jako ewolucyjne rozwinięcie bazowych uczuć zwierzęcych: radości, zadowolenia, bólu, strachu i złości. Mechanizmy ewolucyjne sprzyjają zatem wzrostowi stopnia ekspresji i komplikacji form ukazywania emocji. Rozbudowany system emocjonalnej ekspresji znajduje kontynuację w ludzkich formach komunikacji. Język i inne skomplikowane kody komunikacyjne są w myśl tej koncepcji prostym rozwinięciem mimiki i odgłosów nieartykułowanych oddających najpierw podstawowe a później coraz bardziej złożone uczucia. 
Taki biologiczny redukcjonizm znajduje rozwinięcie w XX wiecznej psychologii ewolucyjnej, która nie różnicuje psychologii zwierzęcej od ludzkiej, traktując człowieka jako zwierzę zarówno w swej strukturze fizycznej jak i psychicznej. Podstawowym założeniem jest teza o stałym współistnieniu (association) struktur mózgowych i odpowiadających im cech psychicznych. Psychologia w tym ujęciu jest dziedziną biologii tłumaczącą zjawiska neuronalne na mentalne.